# El monje
El monje (título original The Monk: A Romance) es una novela gótica escrita por Matthew Gregory Lewis, que se publicó por primera vez en 1796. Lewis la escribió antes de cumplir los veinte años y tardó solo diez semanas en escribirla.

## Argumento
A la abarrotada iglesia de la orden monacal de los capuchinos, sita en Madrid, llegan la anciana Leonela y su sobrina Antonia, una joven «que nada sabe del mundo». Al ver la belleza de Antonia, dos caballeros les ceden sus asientos. Uno de ellos, Lorenzo de Medina, se ofrece a la joven para servirla durante su estancia en la capital, a donde ambas mujeres acaban de llegar para pedir a Raimundo, conde de Las Cisternas, heredero del recientemente fallecido marqués de Las Cisternas, abuelo de Antonia, que le renueve la pensión que el difunto le había asignado a su madre, hija de un zapatero cordobés que se había casado a escondidas con el hijo del marqués. Muerto el hijo, el marqués asignó dicha pensión a la madre de Antonia a condición de no volver a oír hablar de ellas. Lorenzo, que conoce a Raimundo, se compromete a abogar en su favor ante él.
Ambrosio, prior del monasterio, conocido como El Hombre Santo, y admirado por su elocuencia, va a dar un sermón, motivo por el cual el lugar está abarrotado. El prior, que siendo niño fue abandonado en la puerta de la abadía, se dedicó desde joven al estudio y a la mortificación de la carne. Ahora, a sus 30 años, abandona su reclusión únicamente para dar sermones en la iglesia. Antonia queda fascinada al verlo y oírlo, no así Leonela, a la que no le gusta su aspecto de serenidad. Cuando ambas mujeres se marchan, Lorenzo le dice a su amigo, don Cristóbal, conde de Osorio, que algún día se casará con Antonia. Ambos amigos se despiden y Lorenzo queda solo en la iglesia pensando en su amada, y quédase así dormido. Sueña con la boda, que es interrumpida por un ser monstruoso que intenta raptar infructuosamente a la novia, que cual ángel alado asciende hacia el techo abierto de la iglesia. Al despertar, observa a un hombre embozado en su capa que deposita una carta al pie de una estatua. Al salir, Lorenzo vuelve a encontrarse con su amigo, quien le dice que, gracias a la portera, amiga suya, verán pasar sin velos a la abadesa de Santa Clara y a su séquito de monjas, que, aprovechando la oscuridad nocturna, vienen a la abadía a ser confesadas por Ambrosio antes de que este se recluya de nuevo. Una de las monjas recoge con sigilo la carta dejada por el misterioso desconocido, y al hacerlo, Lorenzo, oculto junto a su amigo, reconoce en ella a su hermana Inés, a quien habría ido a visitar al convento ese día si no se hubiese quedado dormido. Cuando las monjas terminan de pasar por el recinto, Lorenzo, airado, corre al encuentro del desconocido que, tras permanecer oculto, se dispone a abandonar la iglesia. Se entabla una reyerta con espadas, a la que don Cristóbal pone fin. Se descubre entonces que el embozado es Raimundo de Las Cisternas, que promete contarles las razones de este proceder. Por su parte, al regresar a la hospedería, Leonela y Antonia se cruzan con una gitana que les lee las manos. A Leonela le dice que asuma su edad y olvide amores imposibles (esta habíase sentido atraída por don Cristóbal) y a Antonia le dice que su fin está cerca y que desconfíe de alguien que ante ella se mostrará amable. 
Tras el sermón, Ambrosio regresa a su celda, sintiéndose superior a los que le rodean. Fascinado por un retrato de la Virgen, cree ser inmune a la tentación de la carne. Rosario, un novicio misterioso, con la cara siempre oculta por la capucha, es el único que le merece aprecio. Ya en el confesionario, tras confesar a varias monjas de Santa Clara, le toca el turno a Inés, a la cual se le cae la carta y el prior la recoge, leyéndola para horror de Inés. Descubre así que esta piensa fugarse con su amante y que está embarazada. Ambrosio, sin un ápice de compasión, entrega la misiva a la superiora, que promete ser estricta con Inés. Para olvidar el incidente, el prior baja al jardín de la abadía. Allí, en la ermita, encuentra a Rosario, que le confiesa su deseo de ser ermitaño, disuadiéndole Ambrosio de tal intención. Rosario le cuenta que tuvo una hermana, Matilde, que se enamoró de un tal Julián, que la rechazó por estar ya comprometido, y ella murió por ello. Entonces, Rosario le revela su secreto: él es Matilde y Julián es Ambrosio. Ella, desdeñando a los numerosos pretendientes, pues es rica, por encontrarlos intelectualmente inferiores, vio, oyó y se enamoró de él cuando dio su primer sermón. Lo ama por sus virtudes, con un amor puro. Nada desea sino estar a su lado. Pero Ambrosio no acepta tal situación. Matilde saca una daga y amenaza con matarse si la delata. Ante esta amenaza, y ante la visión a medias de sus pechos, donde amenaza clavarse la daga, el prior acepta que se quede. Pero al día siguiente, tras sueños turbadores, temeroso de no resistir la tentación, vuelve a pedirle que se marche. Ella acaba aceptando. Le dice que se recluirá en un convento para siempre. Solo le pide que de vez en cuando piense en ella, así como una rosa de un rosal cercano para llevarla siempre consigo. Al coger la flor, Ambrosio es mordido por una serpiente venenosa. Cae desmayado. El cirujano de la abadía le da solo tres días de vida. Pero milagrosamente la herida desaparece y Ambrosio sana. Ya a solas, Matilde, creyéndole dormido, le vuelve a hablar de su amor puro por él, y al descubrir que está despierto, se sobresalta, lo que provoca que la capucha caiga hacia atrás. El prior ve admirado su rostro, idéntico al de la Virgen del retrato. Este es en realidad su propio retrato, que ella hizo llegar hasta él. Ambrosio le da tres días de plazo para que se marche. Luego piensa que es mejor vencer la tentación que evitarla, y permite que se quede. Pero Matilde cae enferma. Le revela que la causa es que succionó con sus labios cuando él dormía el veneno de la herida que le provocó la serpiente. También le dice que si viviera, no podría reprimir su cada vez más intenso deseo carnal hacia él. En este momento, él flaquea, y ambos se abrazan y besan.
Llegados a los aposentos de Raimundo, conde de Las Cisternas, este cuenta su historia: Terminados sus estudios en la Universidad de Salamanca, se pone a viajar para ver mundo. Pero no lo hace como conde, sino como un simple gentilhombre, para así evitar un viaje superficial. Se hace llamar Alfonso de Alvarado. Camino de Estrasburgo, su carruaje se avería en medio de un bosque, y gracias al postillón, pasa la fría noche en la cercana cabaña del leñador Baptiste. A poco llega un carruaje extraviado, y también la baronesa de Lindenburg es alojada en la cabaña, a donde finalmente llegan los dos hijos del leñador. Gracias a la mujer de este, Marguerite, Raimundo se entera de que el postillón, Baptiste y sus dos hijos (hijos de él pero no de ella) forman parte de una banda de bandidos. A ella le repugna que lo sean. Marguerite, que mata a su marido, Raimundo y la baronesa escapan de los bandidos, que son capturados por los soldados que acompañan al barón, que venía en su busca. Marguerite cuenta su historia: ella siguió a su amante, que se hizo bandido al derrochar la herencia paterna y con quien tuvo dos hijos. Al morir este, fue obligada a unirse a Baptiste amenazada con lastimar a sus hijos. Théodore, el mayor, de 13 años, fue quien dio aviso al barón. Este y Raimundo la ayudan a reconciliarse con su anciano padre, y por deseo de Théodore, Raimundo lo toma como paje. Ambos marchan junto a los Lindenberg al castillo que los barones tienen en Baviera.
En el castillo, Raimundo se enamora de Inés, la sobrina de la baronesa, que a sus 16 años ya está destinada a ingresar en un convento, cosa que su hermano desconocía. Y ello es así porque la madre de Inés, estando embarazada, enfermó y prometió que si se curaba, el hijo o hija que naciera lo dedicaría a San Benito o a Santa Clara, cosa que ocurrió. Inés, al crecer, comprende que no tiene vocación para ser monja, aunque acepta la imposición de sus padres. Este hecho es ocultado a Lorenzo, para que no interceda a favor de su hermana. Raimundo le propone a Inés huir, pero ella no acepta, pese a amarle. Quien también le declara su amor a Raimundo es la baronesa, pero al verse rechazada, jura vengarse de quien Raimundo ama en verdad. Se desmaya por la cólera y él aprovecha esta circunstancia para dejarla sola. Encuentra a Inés dibujando, y por uno de los dibujos conoce que en el castillo, según se cuenta, hay el fantasma de una monja que se aparece cada 5 años. Inés le regala un autorretrato, que Raimundo besa. Rodolfa, la baronesa, restablecida del desmayo, y sospechando de su sobrina, observa la escena. Inés huye de la habitación, y Rodolfa le espeta a Raimundo que al desengaño de ella le seguirá el desengaño de él, pues Inés pronto entrará en el convento. Raimundo parte al día siguiente. Rodolfa le comunica que su venganza aún no ha terminado. Ya lejos del castillo, Théodore, el paje, le entrega una carta de Inés. En ella le dice que se oculte en alguna aldea cercana. Y concerta una cita para tiempo después, cuando su tía lo crea lejos y le devuelva la libertad de movimientos a ella. En la cita, Inés le propone huir la noche en la que se supone que debe aparecerse la monja ensangrentada, disfrazándose ella de monja para salir del castillo, pues el portero deja las puertas abiertas debido a este acontecimiento. Pero entonces, Cunegunda, aya de Inés, los sorprende. Raimundo amordaza a la anciana y se la lleva consigo, encerrándola en su aposento. Llegada la noche señalada, escapan en un carruaje. Théodore ha marchado a liberar a Cunegunda. El carruaje, en la veloz huida, sufre un accidente. Malherido, Raimundo recibe la ayuda de unos campesinos, que lo trasladan a un aposento. De Inés no hay rastro alguno. De noche, Raimundo recibe la visita de la monja ensangrentada, visita que vuelve a repetirse. En ambas ocasiones, la monja repite: «¡Raimundo, eres mío, soy tuya!», parafraseando lo que él le dijo a Inés al verla antes de huir en el carruaje. Descubre así que raptó a la monja y no a Inés, que debido a un contratiempo llegó tarde al encuentro. Las apariciones se repiten. Con la ayuda de un extraño personaje, condenado a errar eternamente, averigua Raimundo que para deshacerse de Beatriz, la monja, debe trasladar sus huesos desde una cueva cercana al castillo de Lidenberg a la cripta familiar en un castillo andaluz. Conoce también la depravada vida de Beatriz, quien mató a su marido para huir con el hermano de este, que a su vez la mató a ella. Devueltos los restos óseos a la cripta indicada, Raimundo busca sin éxito a Inés. Una noche es atacado por tres hombres. Un cuarto acude en su ayuda. Se trata de Gastón de Medina, padre de Inés, por quien conoce que ella se halla en el convento de Santa Clara. Uno de los agresores, herido de muerte, revela a Raimundo que fueron enviados por Rodolfa, hermana de Gastón. Raimundo soborna al jardinero del convento, haciéndose pasar por su ayudante. Inés, engañada por Rodolfa, quien la convenció de que la despreciaba, finalmente es convencida por Raimundo de que todo fue una infamia. Le cuenta lo ocurrido con Beatriz. Ambos se citan repetidamente. En una de estas citas, Inés viola sus votos, lo que le produce remordimientos y rechaza a Raimundo. Pero al saberse embarazada, se decide a huir con él. Se cartean planeando la huida. Y es entonces cuando Ambrosio los descubre, aunque Raimundo desconoce este contratiempo y aún cree que la fuga se producirá al día siguiente. Lorenzo promete ayudarle. Le dice que Rodolfa murió, y le habla de su encuentro con Antonia, a la que Raimundo promete ayudar. Elvira, la madre de Antonia, no ve con buenos ojos, dada su propia experiencia, el amor entre su hija y el acaudalado Lorenzo. La fuga de Inés se ve nuevamente frustrada, pues la priora la tiene recluida. Lorenzo nada puede hacer para verla. Consigue una bula del Papa que permitirá que su hermana abandone el convento. A su vez, consigue que Elvira acceda a darle la mano de su hija siempre que él consiga de sus parientes la autorización para el enlace. Acude al convento con la bula papal, pero la priora le comunica que Inés, tras dar a luz un bebé muerto, también murió al poco tiempo. Lorenzo acaba resignándose, pero Raimundo no termina de creerse la noticia.
Matilde y Ambrosio pasan la noche juntos. Él duda sobre su proceder, pero acaba rechazando las dudas en beneficio del goce carnal. Con su ayuda, y para salvar su vida tras succionar el veneno de la serpiente, Matilde accede a la cripta del cementerio de Santa Clara, contiguo a la abadía. El prior, a la puerta de la cripta, pues Matilde le ordena no entrar por su propio bien, siente que la tierra tiembla bajo sus pies y ve cómo un resplandor sale del interior de la cripta. Matilde sale de ella completamente restablecida. Él no comprende nada. Continúan sus relaciones, aunque la frecuencia hace que Ambrosio vaya perdiendo interés. No así Matilde. Antonia y Leonela acuden a ver a Ambrosio para pedirle que rece por Elvira y para que le envíe un confesor, ya que ha caído gravemente enferma. Él se enamora de la cándida muchacha, a la que contrapone a la lujuriosa Matilde. Con cautela, acude él mismo a su casa como confesor, saliendo así por primera vez de los dominios de la abadía. Para su suerte, su contraria Leonela ha marchado a Córdoba por una pequeña herencia, sin poderse quitar de la cabeza a su adorado don Cristóbal, a quien no ha vuelto a ver. Aun así, en la ciudad andaluza se casa con un joven que solo busca su dinero. Ambrosio le promete a Elvira que si ella muere él se ocupará de que su hija no quede desamparada. Cuando se marcha, la madre le comenta a su hija que tiene la sensación de haber oído su voz, o una muy parecida, alguna vez. Viendo que Elvira se restablece, el prior se decide a declararse a Antonia. Entra en su habitación, comprueba que ella le estima y la abraza y besa. La joven, sorprendida, intenta oponerse. Entonces aparece en la puerta Elvira, que lo comprende todo, pero decide no armar un escándalo, dado el poder del abad; simplemente le dice que ya no son necesarias sus visitas. Ya en su celda, Ambrosio jura vengarse de Elvira poseyendo a su hija, pero no sabe cómo. Entra Matilde, que lo sabe todo, incluyendo que él la desprecia, y le dice que está dispuesta a ayudarle a conseguir su objetivo. Le revela que su tutor le enseñó ciencias quiméricas, y que el demonio, si lo desea, está a su servicio. Ambrosio rechaza de plano esta ayuda infernal. Matilde le enseña un espejo por el cual le ha estado espiando. Él lo utiliza y ve a Antonia disponiéndose a tomar un baño. Esta visión le decide a aceptar la ayuda de Matilde. Acuden a la cripta antedicha, donde, tras una ceremonia, se les aparece el ángel caído, no como un ser monstruoso, sino como un joven efebo de mirada extraviada y melancólicas facciones. Lucifer le da a Matilde una rama plateada, un mirto constelado que ella da a su vez a Ambrosio: con esto todas las puertas se le abrirán, y podrá adormecer a Antonia y gozar de ella sin que se entere, lo que sí hará al despertar, aunque ignorando quién la poseyó.
Raimundo de Las Cisternas permanece postrado por la noticia de la muerte de Inés. Gracias a Théodore, él y Lorenzo reciben una carta de la Madre Santa Úrsula. Théodore se había hecho pasar por mendigo, pero ella le había reconocido. En la carta dice que deben detener a ella y a la priora por el asesinato de Inés. Lorenzo se moviliza para hacerlo. Mientras tanto, Ambrosio, con la ayuda de la rama de mirto, entra en la alcoba de Antonia, si bien es sorprendido a tiempo por Elvira, que esta vez sí decide desenmascarar al hipócrita abad. Pero este, tratando de acallar sus gritos, la asfixia con una almohada y huye. Matilde, sin embargo, le incita a proseguir su acoso a Antonia, que, sin la protección de su madre, queda en mala situación económica. El fantasma materno se le presenta y le dice que volverá a por ella en tres días. La casera oye un grito y encuentra a Antonia desmayada. Recuperada, le dice lo que ha pasado. Doña Jacinta, mujer supersticiosa, corre a ver a Ambrosio para pedirle que devuelva al fantasma al trasmundo. El abad, viendo la oportunidad de acercarse de nuevo a Antonia, accede. Matilde planea darle un licor que la dejará aparentemente muerta, con lo cual el abad se hará cargo del funeral, reavivándola luego y teniéndola así a su disposición sin que nadie le moleste. Tras echar un poco del licor en una poción medicinal, que Antonia bebe, todo transcurre según lo previsto. Leonela, la tía de Antonia, regresa de Córdoba casada, pero viendo lo ocurrido, regresa a la ciudad andaluza. Durante una procesión, la priora es detenida por miembros de la Inquisición, encabezados por Lorenzo. La priora pide ayuda a la gente, pero Santa Úrsula relata lo ocurrido a Inés y la muchedumbre enfurecida lincha a la priora. Las monjas huyen a casa de sus familiares. El convento es asaltado e incendiado, muriendo por el fuego muchos de los asaltantes. Lorenzo, que ha entrado en el convento para proteger a las pocas monjas que allí quedan, huye del incendio por el cementerio. Sorprende a alguien en la puerta de la cripta, que antes de ser identificada se interna en ella. Intrigado, Lorenzo baja en su busca. Encuentra a un grupo de monjas, refugiadas allí de los asaltantes. Él promete protegerlas. Las monjas andan además atemorizadas por unos gemidos que se oyen no saben dónde, y que creen de algún alma en pena. Lorenzo, moviendo una figura de Santa Clara, descubre una abertura. Desciende y encuentra a una joven desconocida encadenada a la pared, la cual lleva dos días sin comer ni beber. Lorenzo arranca la argolla de la pared y la lleva arriba. Virginia de Villafranca, pensionista del convento, se hace cargo de la desvalida. Llega ayuda, encabezada por Ramiro de Medina, tío de Lorenzo. El populacho ya se ha disuelto. Lorenzo, su tío y algunos más se quedan en la cripta para comprobar que no queda ningún otro prisionero. Entonces oyen un grito. Antonia, que ha sido llevada a la cripta aparentemente sin vida, la recobra en un calabozo, en brazos de Ambrosio, que la viola. Horrorizado por su crimen, el abad no deja, sin embargo, que Antonia abandone el lugar por temor a que lo delate. Entra Matilde y le advierte de la presencia de Lorenzo de Medina y de oficiales de la Inquisición en la cripta. Al oír ese nombre, Antonia escapa por la puerta abierta pidiendo auxilio, gritos estos que son oídos. Ambrosio la persigue, le da alcance y la hiere en el pecho con una daga para acallarla. Don Ramiro alcanza a verlo huir y corre tras él. Lorenzo queda con la moribunda, que sabiéndose amada por él, muere en sus brazos. Ambrosio y Matilde son llevados a las cárceles de la Inquisición. Los capuchinos silencian el hecho por temor al populacho, viendo lo ocurrido al convento de Santa Clara. La joven rescatada de la cripta resulta ser Inés de Medina, hermana de Lorenzo, el cual no la reconoció debido a la penumbra y al lamentable estado en el que Inés se hallaba. Su cuidadora, Virginia de Villafranca, enamorada de Lorenzo sin este saberlo, aunque sí su hermana, ve aumentada la posibilidad de casarse con él. Raimundo de Las Cisternas se recupera al lado de su amada Inés, pero ahora es Lorenzo quien se abate por la muerte de su amada Antonia. Para distraerlo de sus penas, su hermana le cuenta lo que le ocurrió en el convento: la priora le administró un veneno y todos la creyeron muerta. Pero en realidad se trataba de un narcótico. El castigo de la priora era, no matarla, sino encerrarla en un calabozo de la cripta, dándole únicamente agua y un trozo de pan, dejándola así a solas con su arrepentimiento, sin otro consuelo que la contrición. Sola, Inés da a luz al hijo esperado, que muere al poco tiempo dada la insalubridad del calabozo. La monja encargada de llevarle la comida, enferma y deja de hacerlo. Pasa unos días sin comer, y es entonces cuando es liberada. Finalmente, Inés y Raimundo se casan; también Virginia y Lorenzo acabarán haciéndolo.
Un testigo propaga que Ambrosio es el asesino de Antonia. La gente, desconcertada, discute sobre su inocencia o culpabilidad. El abad es procesado por un tribunal del Santo Oficio. Reconoce su crimen pero no admite la acusación de brujería, por lo que es torturado hasta que pierde el conocimiento. Matilde reconoce su participación en el crimen y la acusación de brujería, por lo que es condenada a morir en la hoguera. Declara que ella es la única culpable de brujería, pero el tribunal no la cree. Matilde se presenta en el calabozo de Ambrosio, con un vestido deslumbrante. Le propone, como ya ha hecho ella, renunciar a Dios y alistarse en el bando de sus enemigos infernales. Ambrosio no acepta. Matilde desaparece, no sin antes dejarle un libro por si cambia de opinión. Vuelven a interrogarlo. Esta vez se confiesa culpable de todo lo que le acusan para evitar ser de nuevo torturado. Es condenado a morir esa misma noche. Devuelto a su calabozo, y con la ayuda del libro, convoca a Lucifer, que lo libera a cambio de su alma. El maligno lo lleva hasta el borde de un precipicio y le revela que Antonia era su hermana y Elvira su madre; que Matilde solo era un espíritu subordinado que tomó apariencia humana; que la Inquisición, en el último momento, le había perdonado la vida; que todo lo había urdido él, Lucifer, pues sabía que en su persona había más vanidad que santidad. Lo arroja al precipicio. Ambrosio queda destrozado, aunque muere al séptimo día. Una tormenta desborda un río cercano y sus aguas acaban llevándose su cadáver, medio comido por las aves y los insectos.

## Personajes
- Agnes: hermana menor de Don Lorenzo y amante de Don Raimundo. Su madre cayó enferma cuando estaba embarazada de ella y juró enviar a Agnes al convento si daba a luz a salvo. Es una joven virtuosa que planea casarse con Don Raimundo, pero sus padres desean que se haga monja, así que decide escaparse con él. Sus planes se ven truncados, no obstante, y creyendo que Don Raimundo la ha abandonado para siempre decide entrar en el convento.
- Ambrosio: extremadamente devoto monje de unos 30 años. Fue encontrado en la puerta de la abadía cuando era demasiado joven para contar su historia. Los monjes lo consideran un regalo de la Virgen María y lo educan en el monasterio.
- Antonia: una chica tímida e inocente de 15 años. Fue traída de un viejo castillo en Mrucia acompañada sólo por su madre, Elvina, y por consiguiente es muy sobreprotegida. Es el deseo de las atenciones de Don Lorenzo. Los personajes malvados de la novela son considerados a estar mejor escritos que los virtuosos, y el personaje de Antonia es tan virtuosa que algunas la encuentran "mortalmente aburrdia".
- Elvira: madre de Antonia y Ambrosio. Se casó con un joven noble en secreto y como su familia no reconoce el matrimonio, ambos escapan a las Indias abandonando a su hijo de dos años. Trece años después, cuando Antonia era muy joven, su marido muere y ella vuelve a Murcia donde vive de la paga de su suegro.
- Leonella: hermana de Elvira y tía solterona de Antonia. Desarrolla un disgusto particular a Ambrosio tras oír su sermón y cree que las educadas atenciones de Don Cristóbal son más significativas de lo que son de hecho y se siente dolida cuando falta a la visita a su casa. Finalmente se casa con un hombre joven y se va a vivir a Córdoba.
- Don Lorenzo de Medina: Hermano mayor de Agnes y amigo de Don Raimundo y Don Cristóbal. Inmediatamente intrigado por Antonia tras conocerla durante el sermón de Ambrosio, Don Lorenzo acuerda que se case con ella.
- Matilda: primero conocida como Rosario, el joven chico que admira a Ambrosio "con un respeto que roza la idolatría". Rosario es traído al monasterio por un rico desconocido bien vestido pero no mucho se sabe de su pasado. Siempre se esconde bajo su capucha y más tarde se revela como Matilda, una hermosa joven que ama a Ambrosio. Matilda "amaba" a Ambrosio incluso antes de que se uniera al monasterio disfrazada de chico y pidió una pintura de ella misma como modelo para que se la entregaran a Ambrosio, la cual cuelga de su cuarto. Seduce a Ambrosio y le socorre en su destrucción de Antonia con magia. El personaje de Matilda fue altamente alabado por Coleridge como la obra maestra de Lewis y se dice que es "exquisitamente imgainaria" y "supera en malicia a muchos hombres". Aunque es considerada por algunos críticos por ser la más inteligente, articulada e interesante, es difícil de caracterizar. La trama de la novela se apoya en ella como una fuerza sobrenatural de poderes mágicos, pero empieza siendo humana. Le dice a Ambrosio que le ama cuando cree que está dormido y llora lágrimas "incontrolables" cuando se da cuenta de que ya no se preocupar por ella. Estos pasajes junto a la prisa con la que la novela está escrita, parecen indicar que Lewis cambió de parecer en el curso de la narrativa.
- La Priora: también conocida como Madre Santa Ágata, castiga a Agnes con severidad para mantener el honor del convento de Santa Clara. "Viciosamente cruel en el nombre de la virtud", mantiene a Agnes prisionera en las mazmorras bajo el convento con sólo suficiente pan y agua para mantenerla viva pero no alimentada. La priora cuenta a todos la historia de que Agnes ha muerto, incluida su propia familia. Es brutalmente golpeada por la multitud que se reúne en honor a Santa Clara cuando se dan cuenta de que es responsable de la supuesta muerte de Agnes y es también la inspiraicón para la Abadesa de San Stephano en la novela de Ann Radcliffe, El Italiano.
- Don Raimundo: es el hijo del Marqués y también es conocido como Alfonso d'Alvarada. Toma el nombre de Alfonso cuando su padre, debido a las prisas de su amigo el duque de Villa Hermosa, el cual le aconseja que tener un nuevo nombre le permitirá ser conocido por sus méritos más que por su posición. Viaja a París, pero encuentra a los parisinos "frívolos, insensibles e insinceros" y parte hacia Alemania. Llegando a Estrasburgo es obligado a acomodarse en una cabaña después de que su carruaje supuestamente se rompa. Es el objetivo del robo de Bautista, pero con ayuda de Margarita es capaz de salvarse a él mismo y a la Baronesa de Lindenburg. Agradecida, la Baronesa le invita a quedarse con ella y su marido en su castillo en Baviera.
- Donna Rodolpha, Baronesa de Lindenburg: conoce a Don Raimundo mientras viajaba a Estrasburgo. Se eranmora de él y desarrolla celos cuando descubre que Don Raimundo está enamorado de su sobrina, Agnes. Le pide marcharse al Castillo de Lindenburg y más tarde habla mal de su personalidad.
- Madre Santa Úrsula: asiste en el rescate de Agnes. Es testigo de los crímenes de la Priora y sin ella Don Lorenzo no sería capaz de acusarla.
- Teodoro: es el paje de Don Raimundo. Disfruta escribiendo poseía y es autor de los poemas "Amor y Edad" y "El Rey del Agua". Tras leer "Amor y Edad", Don Raimundo anota las falles en la obra, las cuales pueden ser fallas que Lewis notó en su propio trabajo. Lejos de ser un estereotipo del inquebrantablemente fiel sirviente, Teodoro juega un papel clave en que la trama avance ayudando en los planes de Don Raimundo para fugarse con Agnes. El personaje de Teodoro también provee presagios a través de sus poemas, los cuales van en paralelo a la acción de la historia. Para empezar en su poema "El Rey del Agua", el destino de la dulce doncella anuncia el destino de Antonia. Además, Teodoro también conserva un parecido tremendo con otros personajes en los libros de Lewis, incluidos Leolyn en La Una en Punto (1811) y Eugenio en Desconfianza de los Cuentos Románticos (1808)
- Virginia de Villa Franca: presentada bien avanzada la historia, es una hermosa y virtuosa relación de la Priora que representa a Santa Clara en la Procesión. Virginia atiende a Agnes hasta que se recupere y por ende se gana el afecto de Lorenzo. Al igual que Isabella en el Castillo de Otranto, es presentada como una compañera de matrimonio aceptable para Lorenzo pero juega una parte poco esencial en la trama.

## Críticas
El monje es recordada por ser una de las novelas góticas «más escabrosas y transgresoras y también por ser una de las primeras». Destaca también por mostrar a un sacerdote como villano, lo que sirvió como modelo para otros trabajos literarios futuros como Nuestra Señora de París.
Destacando pactos demoníacos, violaciones, incesto, el tema del judío errante, castillos en ruinas y la Inquisición española, El monje sirve más o menos como un compendio del gusto literario hoy llamado gótico. Ambrosio, un hipócrita frustrado por su propia lujuria y mala conducta sexual dentro de las paredes de conventos y monasterios, es un villano vivamente retratado, como también una incorporación de muchas de las tradicionales desconfianzas inglesas en el catolicismo, con su entrometida penitencia, su autoritarismo político y religioso y su estilo de vida enclaustrado. Las ficticias calumnias anticatólicas estadounidenses, como en The Awful Disclosures of Maria Monk, usaron mucho del argumento de esta novela. A pesar de sus críticos comentarios sobre su crudeza y carencia de profundidad, ha probado ser una de las novelas más populares del período del romanticismo. Ha de tenerse en cuenta que fue escrita por un joven británico imbuido en el ambiente «antipapista» (anticatólico) y, por rivalidad entre potencias, antiespañol imperante en la Gran Bretaña —hegemonizada aún hoy por Inglaterra— de su época; «antipapismo» que en ciertos sectores aún persiste. Pese a ello siempre es interesante (se podría extrapolar la historia a otros lugares, épocas y religiones) su planteo narrativo bien elaborado a partir de lo siniestro.

## Adaptaciones
Verdi quiso hacer una adaptación de la novela en una ópera, pero fue disuadido por su escandaloso contenido.
Luis Buñuel y Jean-Claude Carrière intentaron filmar una versión de El Monje en la década del 60, pero el proyecto fue detenido debido a la falta de fondos. Un amigo de Buñuel, el director griego Ado Kyrou, usó ese guion como base para su película de 1972, Le Moine, que tuvo un reparto internacional, con Franco Nero como actor principal. La película también reunió a otros actores como Nathalie Delon, Eliana de Santis, Nadja Tiller y Nicol Williamson.
En 1986, Juan Tovar, popular dramaturgo mexicano, publicó su adaptación a teatro de la novela. Originalmente escrita como un entremedio para su adaptación (también a teatro) de la novela Manuscrito encontrado en Zaragoza del autor polaco Jan Potocki. 
En 1990, Celtic Films rodó otra adaptación cinematográfica de la novela. Esta contó con la participación de Paul McGann como actor principal, y fue escrita y dirigida por Francisco Lara Polop.
En 2011, otra adaptación cinematográfica de la novela. Esta contó con la participación de Vincent Cassel como actor principal, y fue escrita y dirigida por  Dominik Moll.
En 2022, en el videojuego Immortality de Sam Barlow (diseñador de videojuegos) se recogen múltiples imágenes de un supuesto rodaje de una película basado en esta novela.